# 率直男人
《率直男人》是由關西電視台製作的電視劇，於2010年1月12日起在富士電視台（FNS）每週二的日本時間22:00至22:54播放（該時段亦稱為火10連續劇），由佐藤隆太主演。

## 概要
在建設公司工作的健一郎（佐藤隆太 飾），個性直率，非常討厭輕易妥協的事情，在工作上也盡力完成客戶的需求。不過在戀愛上卻相當遲鈍及不拿手，完全沒有察覺好友町田佳乃（貫地谷栞 飾）對他的愛慕之意。
一天，因工作的關係在聚會上遇到了栗田鳴海（深田恭子 飾），她盜用了健一郎的餐券潛入聚會上吃喝。健一郎因為遇見了這個小惡魔般的女性，命運便從此有了改變……。

## 演員、角色簡介
- 松嶋 健一郎（30）－佐藤隆太
- 栗田 鳴海（26）－深田恭子
- 町田 佳乃（24）－貫地谷詩穗梨
- 日下 英樹（23）－遠藤雄彌
- 萱島 ゆきえ（20）－佐佐木希
- 森岡 久美（28）－瀧澤沙織
- 桑田 佐智子（26）－櫻
- 松嶋 奈美（24）－宇野實彩子（AAA）
- 熊沢 志郎（30）－田中圭
- 山崎 珠美（36）－三浦理恵子
- 山崎 芳樹（42）－宇梶剛士
- 矢部 典夫（41）－渡部篤郎

## 工作人員
- 劇本：尾崎將也
- 製作人：吉條英希（關西電視台）、浅井千瑞（MMJ）
- 導演：三宅喜重
- 音樂：澤野弘之、和田貴史
- 製作：關西電視台、MMJ

## 外部連結
- 劇組官方網站

## 作品的變遷
| 關西電視台、富士電視台聯播網 週二22點電視連續劇 | 關西電視台、富士電視台聯播網 週二22點電視連續劇 | 關西電視台、富士電視台聯播網 週二22點電視連續劇 |
| ----------------------------------------------- | ----------------------------------------------- | ----------------------------------------------- |
|                                                 | 率直男人 （2010.1.12 - 2010.3.16）              |                                                 |
| 時尚女王 （2009.10.13 - 2009.12.12）            | 白色榮光2 （ - ）                               |                                                 |